# Лука Перош
Лука Перош (Загреб, 28. октобар 1976) хрватски је глумац. Познат је по улози Марсеља у серији Кућа од папира.

## Биографија
Полиглота је и може да прича осам различитих језика. Течно говори и енглески језик. Године 1995. завршио је Школу америчке заједнице у Абу Дабију.

## Филмографија
| Год.       | Назив                      | Улога           | Напомена |
| ---------- | -------------------------- | --------------- | -------- |
| 1998.      | Три мушкарца Мелите Жгањер | амерички војник |          |
| 2004.      | Кћерка мускетара           | мускетар        |          |
| 2006.      | Забрањена љубав            | Адријан Томас   |          |
| 2007.      | Лов у Босни                | командант       |          |
| 2008.      | Битанге и принцезе         | стражар         |          |
| 2008.      | Није крај                  | војвода         |          |
| 2008.      | Ничији син                 | полицајац       |          |
| 2012.      | Ларин избор                | Црни            |          |
| 2015.      | Куд пукло да пукло         | рецепционер     |          |
| 2019—2021. | Кућа од папира             | Јаков / Марсељ  |          |